# Station Luik-Longdoz
Station Luik-Longdoz was een kopstation, in de wijk Longdoz in de Waalse stad Luik, waar zowel de treinen van de spoorlijn 40 (Luik-Wezet) als de spoorlijn 125 (Compagnie du Nord – Belge) vertrokken. Omdat het kopmaken steeds veel tijd in beslag nam, werd door de Duitse bezetter in 1917 een nieuw stuk spoorlijn aangelegd (inclusief tunnel van Froidmont), zodat spoorlijn 125 rechtstreeks op spoorlijn 40 aansloot. Daarna werd het station minder belangrijk, hoewel het toch nog in dienst bleef tot 1960. In 1956 werd de aansluiting naar de spoorlijn naar Maastricht opgeheven samen met de stoptreindienst op deze spoorlijn.
Angleur · Bressoux · Chênée · Colonster · Jolivet · Jupille · Kinkempois · Luik-Carré · Luik-Cornillon · Luik-Guillemins · Luik-Haut-Pré · Luik-Longdoz · Luik-Sint-Lambertus · Luik-Vennes · Luik-Vivegnis · Sclessin · Streupas · Val-Benoît